# Flavi Eusebi (cònsol l'any 359)
Flavi Eusebi, en llatí Flavius Eusebius, mort després de l'any 371, va ser un magistrat romà cunyat de l'emperador Constanci II.
Nascut d'una família originària de la ciutat de Tessalònica i d'origen macedoni, era fill de Flavi Eusebi, cònsol l'any 347. Probablement per influència de la seva germana Eusèbia, l'esposa de Constanci II, Eusebi va ser nomenat governador de la província de Mísia el 355. El seu govern va ser considerat molt eficient i millor que el dels seus predecessors.
Un cop finalitzat el seu mandat, va anar a Antioquia de l'Orontes on se li va comunicar el seu nomenament com a governador de la Regió de Bitínia, càrrec que va ocupar el 355. Va ser cònsol amb el seu germà Flavi Hipaci el 359.
Finalment, va tornar a Antioquia, on el 371 va ser acusat de majestas i jutjat, durant el regnat de l'emperador Valent. Tot i que va ser declarat culpable, multat i exiliat, l'emperador el va fer tornar del seu exili i li va restaurar la seva riquesa i posició.
Era cristià. El mestre de retòrica Libani l'admirava, i el va descriure com un excel·lent orador. En algun moment va ser elevat al rang de Patrici per l'emperador.